# 대한민국-몰도바 관계
대한민국과 몰도바는 1992년 1월 31일에 외교 관계를 수립하였다.

## 상세
소련의 붕괴 이후 양국은 수교하였다. 아직 양국은 재외공관을 서로의 수도에 설치하고 있지 않고 있다. 대한민국 정부에서는 주우크라이나 대한민국 대사관이 몰도바를 겸임하며, 몰도바 정부에서는 주일본 몰도바 대사관이 대한민국을 겸임한다. 몰도바에는 소수의 한국 교민들과 고려인들이 거주하고 있으며, 한국에도 유학생, 주재원 등 소수의 몰도바인들이 거주하고 있다. 충청남도 공주시에 몰도바 문화원이 운영중이다.

## 같이 보기
- 대한민국의 대외 관계
- 몰도바의 대외 관계